# Rummu (Kuusalu)
Rummu is een plaats in de Estlandse gemeente Kuusalu, provincie Harjumaa. De plaats heeft de status van dorp (Estisch: küla).

## Bevolking
Het dorp had 63 inwoners op 31 december 2011 en ook 63 inwoners op 31 december 2021.

## Ligging
Door het dorp loopt de Põhimaantee 1, de hoofdweg van Tallinn naar Narva. In het dorp ligt het meer Rummu järv (49,6 ha).